# Привреда Лесковца
Привреда Лесковца је модерна и прати модел слободног тржишта. Махом је заснована на услужним делатностима и данас се виде утицаји страних директних инвестиција. У прошлости је Лесковац имао изузетно развијену привреду, махом захваљујући текстилној индустрији, због које је у међуратном периоду Лесковац често био називан Мали Манчестер.

## Историја

### Период пре Другог светског рата

#### Металопрерађивачка индустрија
- Предузеће металне галантерије „Монтафан” власника „Глигорије Петровић и комп”, располагало је најновијом технологијом и опремом из Чехословачаке. Конфикацијом комплетна опрема пресељена је у Београд, металско предузеће „Пролетер".
- Металско предузеће „Христодор Тасић” је априлским бомбардовањем 1944. године онеспособљено за рад, а део опреме однесен.
- Фабрика Браће Ђорђевић „Кукар” је у току рата порушена, а после рата конфискована и однета.
- Ливница „Сава” власника Радуле Дедића је 1941. године немачким бомбардовањем оштећена, а после Другог светског рата прешла је у државну својину и опрема однесена.

#### Текстилна индустрија
Лесковачки индустријалац Лазар Теокаровић је 1933. године у Вучју подигао фабрику вунених тканина „Вучје”. То је у том времену била технолошки најсавременија фабрика вунених тканина у Србији. Из фабрике су однете најбоље текстилне и друге машине и опрема: 
- 1947/10/08. године у „Вартекс” из Вараждина (Хрватска); „Војвођанској индустрији свиле”; „Вунарској индустрији” у Параћину 48 машина за производњу гајтана;
- 1948/04/19. године „Творници Вила”, Ченгов Вила (Босна и Херцеговина); Белишћу (Хрватска) електрогенергатор за електричну централу, дизел машина за електричну централу и два висока котла на упојни гас.
- Тигл — Најстарија штампарска машина

Јуна месеца 1945. године конфискована је фабрика „Глигорије Петровић и комп”, и послује у друштвеној својини под називом ТИ „Коста Стаменковић”. У периоду од 1945—1952. године из ове фабрике у друге градове (Пирот, Титоград, Ужице, Прокупље, Вишеград, Пожаревац, Београд, Тетово, Земун) однето је 176 текстилних машина.
Фабрика кудељних и памучних производа основана 1904. године припадала је концерну „Косте Илића и синова”(види Влада Илић), после конфискације пословало је као предузеће „Зеле Вељковић”. Из ове фабрике однето је у Бачку Паланку: чешљачица — аутоматска гребенара; у Оџаке „сисал предилице”; фабрици џакова у Младеновцу дате су машине за кројење и сечење хартије, као и машине за ушивање џакова.

#### Штампарије
Лесковац је у предратном периоду имао 4 штампарска предузећа и то:
- Штампарско предузеће „Покрет” — власништво Николе Петровића;
- Графички завод „Соко” — власништво Николчића и Илића;
- Графичко предузеће „Младост” — власништво Благоја Петровића
- Штампарија Жике Обреновића

Демонтажа и сеоба графичких машина из ових предузећа одвојила се од 1948 до 1951. године и однето је 86 машина за Врање, Владичин Хан и Београд.

#### Хемијска индустрија
- Прву Југословенску фабрику гуме „Рекорд” у Лесковцу основао је Јосиф Чуљковић, а његов син Миле Чуљковић још више развио. Према подацима до 1953. године пресељено је 40—45 мањих и већих производних машина, алата и хемијска лабораторија у Београд.
- Индустријалац Никола Стаменковић формирао је фабрику за производњу гумене робе „Морава”. По ослобођењу фабрика је конфискована и 1948. године пресељено 13 већих и мањих производних машина, алата и прибора у „Вулкан” у Нишу.
- Фабрика сапуна и козметике „Јабланица” Јован Влајчић и синови је одмах по ослобођењу конфискована и убрзо је пресељена у Крушевац и уступљена „Мерими”.
- Фабрика сапуна и козметике „Кукар” је одлуком државних органа пресељена када и Влајчић сапунара, мада нема прецизних података о месту пресељења. По некима пресељена је у Крушевац, а по другима у Нови Сад или Осијек.
- Стара сапунара налазила се у згради где је данас смештен Лесковачки културни центар.

#### Прехрамбена индустрија
У Лесковцу је 1928. године изграђена фабрика зејтина „Свети Никола”. Касније 1931. године дошло је до промене власника и имена фирме. Власник ове фирме је био Никола Стојиљковић, а пословала је под формом фабрика стоног уља „Дубочица”. По овлашћењу фабрика је конфискована и убрзо је комплетан машински парк (21 машина) пресељена у Урошевац (Косово и Метохија), а 30 радника остало без посла.
Због дугогодишње погубне политике у послератном периоду, Лесковац данас је изгубио рејтинг напредног индустријског града.